# Christian Supusepa
Christian Supusepa est un footballeur néerlandais, né le 2 avril 1989 à Amsterdam. Il évolue au poste de défenseur gauche ou central.

## Palmarès
Vierge

## Statistiques
| Saison    | Club        | Pays       | Championnat | Coupes nationales | Coupe d'Europe | Pays-Bas |
| --------- | ----------- | ---------- | ----------- | ----------------- | -------------- | -------- |
| 2010-2011 | ADO La Haye | Eredivisie | 3 matchs    | 1 match           | -              | -        |
| 2011-2012 | ADO La Haye | Eredivisie | 26 matchs   | 1 match           | -              | -        |
| 2012-2013 | ADO La Haye | Eredivisie | 19 matchs   | 1 match           | -              | -        |

Dernière mise à jour le 1er juin 2013